# Poecilium glabratum
Poecilium glabratum је инсект из реда тврдокрилаца (Coleoptera) и фамилије стрижибуба (Cerambycidae). Припада потфамилији Cerambycinae.

## Распрострањење и станиште
Распрострањена је у већем делу Европе (изузев северне), Алжиру и северозападном Кавказу. У Србији је спорадично налажена, пре свега у Делиблатској пешчари. Насељава бивше или садашње пашњаке где природно расте клека и где се клека обнавља. 

## Опис
Poecilium glabratum је дугaчка 5—9 mm. Тело је жућкастобраон до тамнобраон боје. Покрилца су са слабим металним сјајем. Средишњи део пронотума је без глатких и голих задебљања. Антене су средње дужине.

## Биологија и развиће
Имага су активна у пролеће, од марта до јуна. Ларва се развија једну годину у болесним, мртвим, танким стаблима и гранама четинара, пре свега клеке, а ретко чемпреса, тује и бора.